# Wilhelm Junker
Wilhelm Junker (em russo:  Василий Васильевич Юнкер; Moscou, 6 de abril [Calend. juliano: 25 de março] 1840 – São Petersburgo, 13 de fevereiro [Calend. juliano: 1 de fevereiro] 1892) foi um explorador da África russo-alemão.

## Obras
- Dr. Wilhelm Junkers Reisen in Afrika, 1875–1886. Nach seinen Tagebüchern bearbeitet und herausgegeben von dem Reisenden. Drei Bände. Hölzel, Wien 1889–1891.
  - —, Richard Buchta (Mitarb.): 1875–1878. (Band 1). Hölzel, Wien 1889. – Volltext online.
  - —, A. H. Keane (Übers.): Travels in Africa during the Years 1879–1883. (Band 2, englisch). Chapman & Hall, London 1891. – Volltext online.
  - —, A. H. Keane (Übers.): Travels in Africa during the Years 1882–1886. (Band 3, englisch). Chapman & Hall, London 1892. – Volltext online.